# 크로스본즈 (드라마)
《크로스본즈》(영어: Crossbones)는 2014년에 방영했던 NBC의 드라마이다.